# تبدیل موجک گسسته

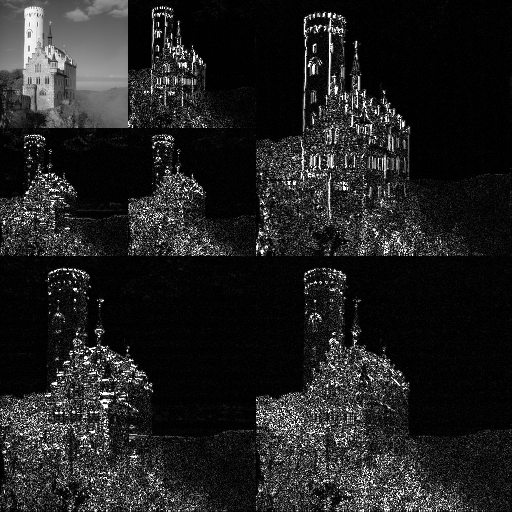
مثالی از تبدیل موجک گسسته که در JPEG 2000 بکار می‌رود. با عبور دادن تصویر اولیه از فیلترهای بالاگذر سه تصویر حاصل می‌شود که هر کدام تغییرات محلی (جزئیات) تصویر را در جهتی نمایش می‌دهند. مثلاً مؤلفه قطری نمایشگر تغییرات تصویر در جهت قطری است. همچنین تصویر اصلی از فیلتر پایین‌گذر نیز عبور داده می‌شود و زیرنمونه‌برداری شده تا تصویر تقریبی حاصل شود. سپس این تصویر تقریبی مانند تصویر اصلی از فیلترهای بالاگذر و و پایین‌گذر عبور داده می‌شود تا چهار تصویر کوچکتر حاصل شوند. همانطور که دیده می‌شود، تصویر تقریبی حاصل (تصویر بالا سمت چپ) تقریبی خوب از تصویر اصلی است (و بدین سبب مؤلفه تقریبی نامیده می‌شود).

در آنالیز تابعی، تبدیل موجک گسسته تبدیل موجکی است که توابع موجک آن نمونه‌برداری شده‌اند. ساده‌ترین و اولین تابعِ موجک گسسته موجک هار است که توسط آلفرد هار، ریاضیدان مجاری، معرفی شد.
موجک‌های هار.
این یکی از روش های به کار رفته در پزدازش سیگنال های پزشکی میباشد مانند ECG.